# Montrealski protokol
Montrealski protokol je sporazum koji je donesen 1987. godine u kanadskom gradu Montreal, u kojem zemlje potpisnice obvezuju na smanjenje uporabe freona za 50%. Montrealski protokol pooštren je dvjema revizijama, 1990. u Londonu i 1992. u Kopenhagenu, kojima je zatraženo da se do 2000. iz uporabe potpuno izbace freoni, haloni i drugi halogenirani ugljikovodici. Do danas je 150 zemalja potpisalo Montrealski protokol među njima i Hrvatska.